# Hart F. Smith
Hart Francis Smith, III  est un mathématicien américain, spécialisé en analyse, et notamment en  
équations aux dérivées partielles et analyse harmonique, né le 11 août 1962.

## Biographie
Hart F. Smith III obtient son Bachelor of Arts en mathématiques en 1984 à l'université de Californie à Berkeley et son Ph. D. en mathématiques  en janvier 1989  à l'université de Princeton  préparé sous la direction d'Elias M. Stein avec une thèse intitulée The subelliptic oblique derived problem. De 1988 à 1991, Hart Smith est C.L.E. Moore Instructor au MIT et, en automne-hiver 1991-1992, chercheur invité à l'université de Princeton. Il est nommé à l'Université de Washington d'abord professeur assistant en 1991,puis  professeur associé  et en 1999 professeur titulaire. Il a été conférencier invité à de nombreuses conférences mathématiques aux États-Unis et à l'étranger. En 1998, il est conférencier invité au Congrès international des mathématiciens à Berlin ; titre de sa conférence : Wave Equations with Low Regularity Coefficients.

## Famille
Le père de Hart F. Smith III est Hart Francis Smith Jr. (1930–2018) ; il a obtenu une maîtrise en économie à l'Université Yale en 1954 et a enseigné les mathématiques au lycée dans les écoles publiques et dans les écoles catholiques de la région de la baie de San Francisco.

## Publications (sélection)
- Hart F. Smith et Christopher D. Sogge, « Global Strichartz estimates for nonthapping perturbations of the Laplacian », Communications in Partial Differential Equations, vol. 25, nos 11-12,‎ 2000, p. 2171–2183 (DOI 10.1080/03605300008821581, lire en ligne)
- Hart F. Smith, « A parametrix construction for wave equations with {\displaystyle C^{1,1}} coefficients », Annales de l'Institut Fourier, vol. 48, no 3,‎ 1998, p. 797–835 (DOI 10.5802/aif.1640, lire en ligne)
- Markus Keel, Hart F. Smith et Christopher D. Sogge, « Almost global existence for some semilinear wave equations », Journal d'Analyse Mathématique, vol. 87, no 1,‎ 2002, p. 265–279 (DOI 10.1007/BF02868477, lire en ligne)
- Hart F. Smith, « Decoupling of modes for low regularity hyperbolic systems », Analysis and Mathematical Physics, vol. 14, no 6,‎ 2024, article no 120 (DOI 10.1007/s13324-024-00982-3, lire en ligne)
- Hart F. Smith, « Uniform Resolvent Estimates on Manifolds of Bounded Curvature », The Journal of Geometric Analysis, vol. 31, no 7,‎ 2021, p. 6766–6780 (DOI 10.1007/s12220-020-00390-6, lire en ligne)